# Barry Howson
Pour les articles homonymes, voir Howson.
Barry Howson, né le 17 juin 1939, à London, au Canada, est un ancien joueur canadien de basket-ball.